# Matthieu Rougé

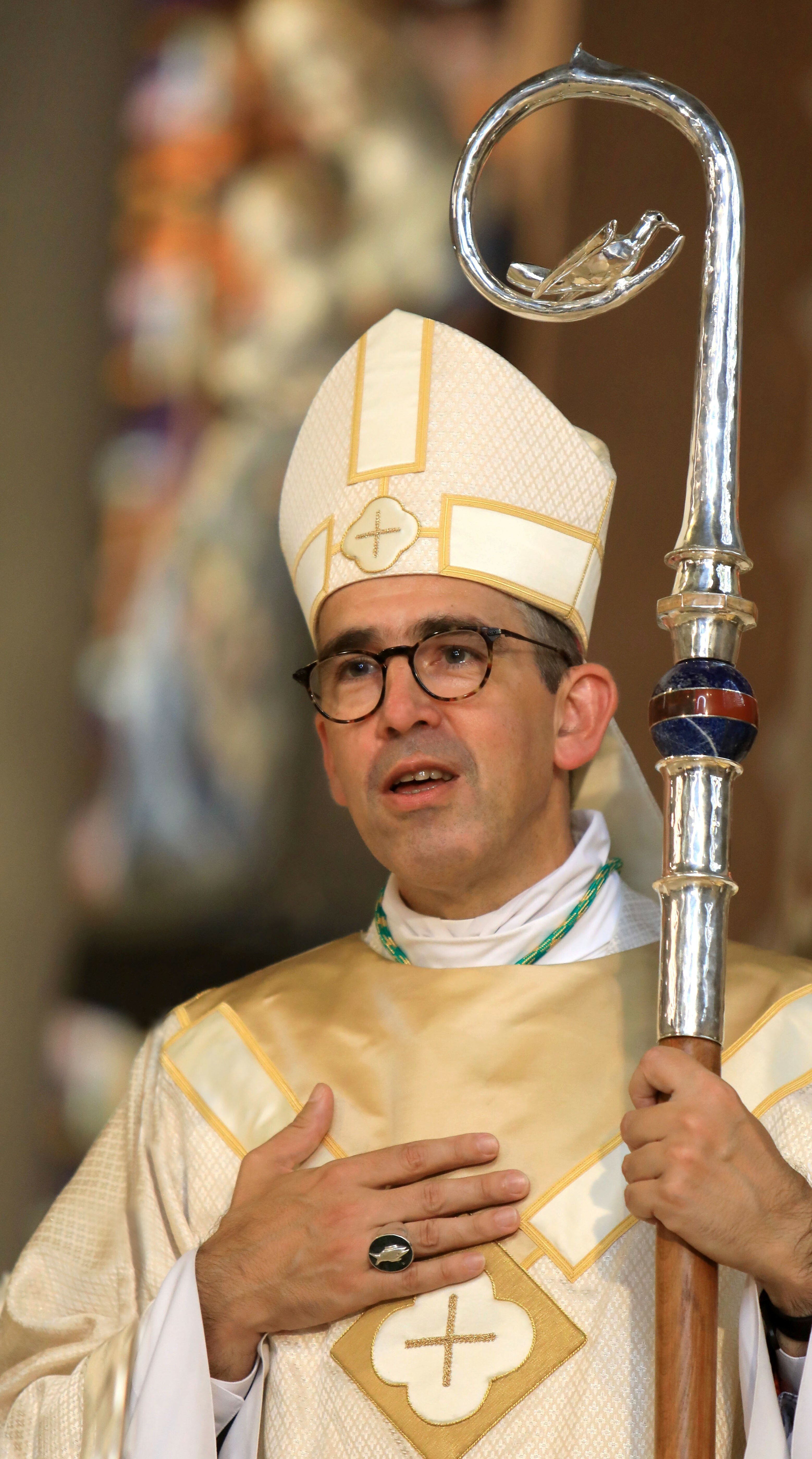
Bischof Matthieu Rougé (2018)

Bischofswappen

Matthieu Marie Jean Rougé (* 7. Januar 1966 in Neuilly-sur-Seine, Frankreich) ist ein französischer Geistlicher und römisch-katholischer Bischof von Nanterre.

## Leben
Matthieu Rougé trat 1985 in das Pariser Priesterseminar ein und begann seine Studien an der Université catholique de Louvain. Er setzte seine Studien in Rom an der Päpstlichen Universität Gregoriana fort und war in dieser Zeit Seminarist des Päpstlichen Französischen Priesterseminars. Nach der Diakonenweihe am 19. September 1993 durch Weihbischof Albert Rouet, empfing er am 25. Juni 1994 durch Jean-Marie Kardinal Lustiger das Sakrament der Priesterweihe für das Erzbistum Paris.
Nach der Priesterweihe setzte er seine Studien bis 1996 in Rom und anschließend bis 1998 in Paris fort. 1999 wurde er an der Gregoriana zum Dr. theol. promoviert. Nach kurzer Kaplanstätigkeit war er von 2000 bis 2003 persönlicher Sekretär des Pariser Erzbischofs Jean-Marie Kardinal Lustiger. Von 2004 bis 2012 war er Rektor der Basilika Sainte Clothilde und ging anschließend für ein Sabbatjahr an die Theologische Fakultät San Dámaso in Madrid. Seit 2013 war er Pfarrer von Saint-Ferdinand-des-Ternes und Dekan sowie Lehrer an verschiedenen Schulen. Im Jahr 2007 wurde er zum Ehrendomherr an der Kathedrale Notre-Dame de Paris ernannt.
Am 5. Juni 2018 ernannte ihn Papst Franziskus zum Bischof von Nanterre. Die Bischofsweihe spendete ihm sein Amtsvorgänger Michel Aupetit, nunmehr Erzbischof von Paris, am 16. September desselben Jahres. Mitkonsekratoren waren der Bischof von Tarbes und Lourdes, Nicolas Brouwet, und der Bischof von Digne, Jean-Philippe Nault.